# Усть-Рубахинское муниципальное образование
Усть-Рубахинское муниципальное образование — муниципальное образование со статусом сельского поселения в 
Нижнеудинском районе Иркутской области России. Административный центр — посёлок Мельница.

## Демография
По результатам Всероссийской переписи населения 2010 года 
численность населения муниципального образования составила 3615 человек, в том числе 1707 мужчин и 1908 женщин.

## Населенные пункты
В состав муниципального образования входят населенные пункты
- Мельница
- Абалаково
- Вознесенский
- Майский
- Муксут
- Подгорный
- Рубахина
- Уват
- Швайкина
- Шум[2]